# Певцы-кастраты
Певцы-кастраты (ит. castrato) — исполнители вокальных партий, в раннем возрасте подвергнутые кастрации и в силу этого обладавшие высоким женоподобным голосом (альт или сопрано). В XVII и XVIII веках кастраты составляли основную массу оперных певцов (особенно в Неаполе), исполняя как мужские, так и женские партии.   
Мощные, гибкие и высокие голоса кастратов современники описывали как «серафические» и «нездешние». Столь высокие голоса ассоциировались с ангельской чистотой, вызывая мысли о соединении земного и небесного начал. Соответственно, все возвышенные и героические мужские партии эпохи барокко были рассчитаны на голос кастрата. Исключение составляла Франция, где со времён Людовика XIV кастрация мальчиков была запрещена, а соответствующие партии исполняли теноры категории haute-contre.
Великие певцы-кастраты Фаринелли, Сенезино и Каффарелли обладали общеевропейской известностью, имели множество ревнивых поклонниц и были настоящими «звёздами» своей эпохи. Некоторые из звёздных кастратов славились также капризным нравом и андрогинными манерами. Согласно Челлетти, на протяжении двух столетий кастраты выступали творцами и основными носителями итальянской традиции декоративного пения с колоратурами и фиоритурами — бельканто.

## История явления
В Константинополе около 400 года при дворе императрицы Евдокии евнух Брисон был хормейстером, что является свидетельством участия кастратов в византийском хоре. Однако, точно не известно, был ли сам Брисон певцом и были ли его коллеги евнухами. Достоверно известно, что евнухи пели в хоре собора Св. Софии в IX веке. После разгрома византийской столицы в 1204 году певческие традиции евнухов, по-видимому, были утрачены.  
С начала XVII века практика использования кастратов в хоровом пении возрождается и совершенствуется в Италии. Первоначально это были исполнители высоких партий в папской капелле, куда не могли быть допущены женщины. Как указывает Е. М. Браудо, впервые кастрат (по имени Джироламо Розини) появился в папской капелле в 1601 году. В дальнейшем голоса кастратов начинают цениться и светскими музыкантами. Известно, что кастраты принимали участие в премьере оперы Монтеверди «Коронация Поппеи» в 1642 году, но исследователи отмечают, что они пели в оперных постановках и раньше. 
Позднейшие комментаторы выражают резко отрицательное отношение к практике кастрации будущих певцов, называя её «уродливым отношением к вокальному искусству», «отвратительным обычаем» и указывая, что «ввиду громадного успеха нескольких кастратов… массами оскопляли мальчиков, из которых позже не выходило хотя бы мало-мальски выдающихся певцов». 
В период расцвета многие кастраты вели себя как капризные примадонны, отказываясь делить друг с другом сцену, требуя невероятных гонораров и споря между собой, кто будет петь финальную арию. Иногда в их споры вступали и зрители, что приводило к беспорядкам в театральных залах. Во время выступлений Фаринелли зрители кричали: «Один Бог на небе! Один Фаринелли на земле!» Каффарелли — главный солист крупнейшего в Европе театра «Сан-Карло» — передразнивал партнёров по сцене, пока они пели, или же демонстративно вступал в это время в разговоры со зрителями в ложах. За оскорбления партнёрш и дуэли без повода его не раз заключали под домашний арест.
Современники сетовали не только на взбалмошность кастратов, но и на их безнравственность. У Фаринелли и Сенезино не было отбоя от пылких поклонников обоего пола, что породило множество анекдотов об их эротических похождениях. Поскольку кастраты не могли продолжить род, аристократы считали их безопасными спутниками для своих жён, однако это было не совсем так (см. ниже). 
Католическая церковь официально осуждала оскопление, но, несмотря на это, создавала школы для обучения кастратов и нанимала их для пения в храмах. С наступлением эпохи Просвещения папа римский Климент XIV запретил в 1773 году кастрацию, однако ещё на рубеже XIX века певцы-кастраты были довольно многочисленны. Последними великими певцами-кастратами считаются Пакьяротти, Крешентини и Маркези. 
Последней оперой, сочинённой с партией для кастрата, стал «Крестоносец в Египте» Мейербера (1824). Последним кастратом на оперной сцене был Джамбаттиста Веллути (1780-1861). Последним же  певцом-кастратом вообще (и единственным, чей голос был записан на пластинку) считается Алессандро Морески (1858-1922).

## Физиологические особенности
Так называемую кастрацию проводили в юном возрасте (до начала мутации голоса), удаляя яички либо просто усекая сосуды, без кровоснабжения которыми гормональное развитие организма приостанавливалось. Поскольку половой член не ампутировали, многие кастраты сохраняли способность к эрекции, что позволяло им вести определённую  сексуальную жизнь.
У кастратов голосовые связки не испытывали изменения, характерные для периода полового созревания, что позволяло им частично сохранять вокальный диапазон голосов несозревших мальчиков. Женоподобный голос кастрата отличался высотой и гибкостью, но по своей мощности превосходил голоса фальцетистов и женщин, без усилий заполняя обширные театральные залы. Кастраты сочетали детскую лёгкость высоких нот с взрослой грудной силой и выносливостью, исполняя сложные виртуозные пассажи большой длительности. Благодаря этому в Европе XVIII века получила такое распространение вокальная орнаментика.
Голос кастрата развивался не так, как голос обычного мужчины. По мере роста подростка (особенно лёгких и мышц), при выполнении особых тренировок, его голос получал особую гибкость, широкий диапазон (включая недостижимое для обычных мужчин сопрано). Узкая голосовая щель, как у мальчика, позволяла кастрату очень экономно расходовать певческое дыхание и выпевать на одном дыхании фрагменты такой длины, которая недоступна ни одному взрослому половозрелому певцу с обыкновенным певческим аппаратом. Кроме того, кастрат продолжал петь в той же позиции, в которой и начинал в раннем детстве, ему не приходилось переучиваться на новый голосовой аппарат, который получает всякий повзрослевший юноша, «с нуля».

## Последствия исчезновения кастратов
Исчезнование кастратов привело к пересмотру вокально-регистровой иерархии. Написанные для них партии исполнялись с середины XIX века в основном женщинами (главным образом контральто, см. брючные роли), а с конца XX века — также (а во многих странах и преимущественно) контратенорами. В качестве альтернативы кастратам композиторы начала XIX века (например, Россини) рассматривали теноров с наиболее высокими голосами (альтино) и технику «усиленного фальцета», однако уже в 1830-е годы эта категория певческого голоса была отодвинута на второй план.
Отсутствие адекватной замены голосу кастратов оставило брешь в тесситуре, из-за которой постановки многих опер с подобными партиями сошли на нет — вплоть до последней четверти XX века, когда партии кастратов стали возрождать контратеноры.
Певица Чечилия Бартоли в 2009 году записала альбом «Sacrificium», состоящий из арий, написанных для кастратов в эпоху барокко: например, «Ombra mai fu» Генделя, «Son qual nave» Броски и «Sposa, non mi conosci» Джакомелли.

## Избранные партии для певцов-кастратов
- Эвридика, Прозерпина, Музыка, «Орфей» Клаудио Монтеверди (1607)
- Эвмей, «Возвращение Улисса на родину» Клаудио Монтеверди (1639)
- Нерон, Оттон, «Коронация Поппеи» Клаудио Монтеверди (1642)
- Лидио, «Эгисф» Франческо Кавалли
- Ринальдо, «Ринальдо» Георга Фридриха Генделя (1711)
- Оттон, «Оттон» Георга Фридриха Генделя (1723)
- Флавий, «Флавий» Георга Фридриха Генделя (1723)
- Юлий Цезарь, Птолемей, Нирено, «Юлий Цезарь» Георга Фридриха Генделя (1724)
- Бертарид, Унульф, «Роделинда» Георга Фридриха Генделя (1725)
- Сципион, «Сципион» Георга Фридриха Генделя (1726)
- Александр, «Александр» Георга Фридриха Генделя (1726)
- Адмет, «Адмет» Георга Фридриха Генделя (1727)
- Кир, «Кир» Георга Фридриха Генделя (1728)
- Птолемей, «Птолемей» Георга Фридриха Генделя (1728)
- Руджеро, «Альцина» Георга Фридриха Генделя (1728)
- Орфей, «Орфей и Эвридика» Кристофа Виллибальда Глюка (1762)
- Рено, «Армида» Кристофа Виллибальда Глюка (1777)
- Алкид, «Алкид» Дмитрия Бортнянского (1778)
- Ромео, «Ромео и Джульетта» Николо Антонио Дзингарелли (1796)
- Арзаче, «Аврелиан в Пальмире» Джоаккино Россини (1813)